# Мілфорд (Делавер)
Мілфорд (англ. Milford) — місто (англ. city) в округах Кент і Сассекс штату Делавер США. Населення — 11 190 осіб (2020).

## Географія
Мілфорд розташований за координатами 38°54′36″ пн. ш. 75°25′24″ зх. д. / 38.91000° пн. ш. 75.42333° зх. д. (38.909981, -75.423327).  За даними Бюро перепису населення США в 2010 році місто мало площу 24,71 км², з яких 24,48 км² — суходіл та 0,23 км² — водойми.

## Демографія
Згідно з переписом 2010 року, у місті мешкало 9559 осіб у 3743 домогосподарствах у складі 2356 родин. Густота населення становила 387 осіб/км².  Було 4126 помешкань (167/км²).
Расовий склад населення:
| - 65,0 % — білих - 22,3 % — чорних або афроамериканців - 1,2 % — азіатів - 0,5 % — корінних американців - 0,2 % — вихідців з тихоокеанських островів - 8,1 % — осіб інших рас |

До двох чи більше рас належало 2,7 %. Частка іспаномовних становила 15,8 % від усіх жителів.
За віковим діапазоном населення розподілялося таким чином: 24,4 % — особи молодші 18 років, 58,2 % — особи у віці 18—64 років, 17,4 % — особи у віці 65 років та старші. Медіана віку мешканця становила 37,9 року. На 100 осіб жіночої статі у місті припадало 89,2 чоловіків;  на 100 жінок у віці від 18 років та старших — 86,1 чоловіків також старших 18 років.
Середній дохід на одне домашнє господарство  становив 59 082 долари США (медіана — 45 368), а середній дохід на одну сім'ю — 69 011 долар (медіана — 55 861). Медіана доходів становила 40 540 доларів для чоловіків та 32 035 доларів для жінок. За межею бідності перебувало 17,0 % осіб, у тому числі 26,3 % дітей у віці до 18 років та 12,1 % осіб у віці 65 років та старших.
Цивільне працевлаштоване населення становило 4250 осіб. Основні галузі зайнятості: виробництво — 21,9 %, освіта, охорона здоров'я та соціальна допомога — 20,0 %, роздрібна торгівля — 15,6 %.